# Lonia
Lonia d.d. war ein kroatisches Handelsunternehmen, das bis März 2022 zur Lonia-Gruppe (Lonia d.o.o.) gehörte. Unter dem Namen Lonia betrieb das Unternehmen, das seinen Sitz in Kutina hatte, bis zum im März 2022 an Studenac erfolgten Verkauf eine Handelskette mit mehr als 300 Supermärkten. Heute beschränkt sich das Geschäft der Lonia-Unternehmensgruppe auf Immobilien.

## Geschichte

### Unternehmensentwicklung (1954–2021)
Schon zu Zeiten Jugoslawiens bestanden Vorgänger des Unternehmens. So kam es 1954 zur Gründung der Opskrba, die für die Tätigkeit des Groß- und Einzelhandels registriert wurde. Im Laufe der Zeit kam es immer wieder zu organisatorischen und strukturellen Veränderungen, die auch Namensänderungen beinhalteten. So waren die Geschäfte u. a. als Garić und Slavija bekannt. Der Name Lonia wurde ab 1992 verwendet. Die Expansion des Unternehmens wurde u. a. durch die Übernahme von Wettbewerbern vorangetrieben. So wurde 2010 das Handelsunternehmen IDIS d.o.o. aus Sisak und 2013 Gradske pekare d.o.o. aus Bjelovar übernommen. 2014 und 2016 folgten insgesamt 40 Filialen von Diona, auch vom Konkurrenten Konzum wurden drei Filialen übernommen, hierbei im Jahr 2015. 17 Geschäfte von Vidović Trgopromet folgten 2017. Die Anzahl der Filialen belief sich im April 2019 auf 250, dazu kamen mit Bäckereien und Bäckerbetriebe sowie einer eigenen Weinproduktion und einem Großhandel weitere Arbeitsstätten, in denen insgesamt mehr als 1.160 Menschen tätig waren. Das Filialnetz der Supermärkte erstreckte sich über die Gespanschaften Bjelovar-Bilogora, Brod-Posavina, Požega-Slawonien, Sisak-Moslavina und Zagreb sowie die Hauptstadt Zagreb.

### Übernahme durch Studenac (2022)
Im März 2022 genehmigte die kroatische Kartellbehörde AZTN die Fusion von Lonia und dem Wettbewerber Studenac. Die Anzahl der Lonia-Standorte belief sich zu diesem Zeitpunkt auf mehr als 300 Märkte. Die Integration der Lonia-Märkte wurde, mit Ausnahme der Umflaggung, bis Juni 2022 abgeschlossen. Damit überschritt Studenac die 1.000-Filialen-Marke. Ende November 2022 gab man die startende Umflaggung von Lonia bekannt. Ein Drittel der Lonia-Filialen sollte dabei bis Ende desselben Jahres umgeflaggt sein.

## Weblink
- Website der Lonia-Gruppe